# Sam Edwards
Sam Edwards (Macon, 26 maggio 1915 – Durango, 28 luglio 2004) è stato un attore statunitense.
Iniziò a recitare nel 1937 e partecipò al doppiaggio del film Bambi (1942), prestando la voce al personaggio di Tamburino da adulto.
Nel 1969 sposò Beverly Motley, con cui rimase fino alla morte e dalla quale ebbe tre figli.
Morì nel 2004, all'età di 89 anni, per un arresto cardiaco.

## Filmografia parziale

### Attore

#### Cinema
- Cielo di fuoco (Twelve O'Clock High), regia di Henry King (1949)
- Lo squalo tonante (Operation Pacific), regia di George Waggner (1951)
- Inferno nel penitenziario (Revolt in the Big House), regia di R.G. Springsteen (1958)
- Gli uomini della terra selvaggia, regia di Delmer Daves (1958)
- Supponiamo che dichiarino la guerra e nessuno ci vada (Suppose They Gave a War and Nobody Came?), regia di Hy Averback (1970)
- L'ultimo eroe del West (Scandalous John), regia di Robert Butler (1971)
- Incredibile viaggio verso l'ignoto (Escape to Witch Mountain), regia di John Hough (1975)
- Il postino suona sempre due volte (The Postman Always Rings Twice), regia di Bob Rafelson (1981)

#### Televisione
- General Electric Theater – serie TV, episodi 6x11-6x25 (1957-1958)
- Steve Canyon – serie TV, episodio 1x10 (1958)
- Ricercato vivo o morto (Wanted: Dead or Alive) – serie TV, episodio 1x25 (1959)
- Have Gun - Will Travel – serie TV, episodio 3x05 (1959)
- Pony Express – serie TV, episodio 1x09 (1959)
- Peter Gunn – serie TV, episodi 1x25-2x10-2x26 (1959-1960)
- The Texan – serie TV, episodio 2x36 (1960)
- La valle dell'oro (Klondike) – serie TV, episodio 1x01 (1960)
- Thriller – serie TV, episodio 1x17 (1961)
- Michael Shayne – serie TV episodio 1x14 (1961)
- The Dick Powell Show – serie TV, episodio 1x08 (1961)
- Whispering Smith – serie TV, episodio 1x11 (1961)
- The Wide Country – serie TV, episodio 1x03 (1962)
- La legge del Far West (Temple Houston) – serie TV, episodio 1x11 (1963)
- Il virginiano (The Virginian) – serie TV, 13 episodi (1963-1969)
- I sentieri del west (The Road West) – serie TV, episodio 1x06 (1966)
- Squadra speciale anticrimine (The Felony Squad) – serie TV, episodio 2x07 (1967)
- Selvaggio west (The Wild Wild West) – serie TV, episodio 3x20 (1968)
- Lancer – serie TV, episodio 1x25 (1969)
- Le strade di San Francisco (The Streets of San Francisco) – serie TV, 3 episodi (1973-1976)
- La casa nella prateria (Little House on the Prairie) – serie TV, episodio 6x12 (1979)

### Doppiatore
- Bambi, regia di James Algar, Samuel Armstrong (1942)

## Doppiatori italiani
Nelle versioni in italiano dei suoi film Sam Edwards è stato doppiato da:
- Corrado Pani in Lo squalo tonante

Da doppiatore è sostituito da:
- Massimo Giuliani in Bambi (ridoppiaggio)